# 西嶋亮太
西嶋 亮太（にしじま りょうた、1996年4月10日 - ）は、北海道帯広市出身の元社会人野球選手（投手）。

## 経歴
小学1年生の頃から野球を始め、帯広市立帯広第六中学校時代はとかち帯広シニアに所属。部員わずか12人のチームを牽引し、全道大会準優勝を果たした。投手をしない時にはショートを守っていた。当時は道内中学ナンバーワン投手として進路が注目されていた。
高校は道内でも強豪の東海大学付属第四高等学校に進学。2014年夏の甲子園大会に出場する。後にプロ入りする清水優心、山本武白志、古澤勝吾、富山凌雅らを擁した九州国際大学付属高等学校との1回戦では球速が計測不能のスローボールを多用し、1失点完投勝利をおさめ、注目を浴びた。山形県立山形中央高等学校との2回戦は9回まで無失点の投球を見せていたものの味方打線も抑え込まれ、延長10回で2失点（自責点0）を喫し敗退した。2回戦ではスローボールは1球しか投じなかったが、投げた際にはスタンドから拍手喝采が湧いた。高校時代の同級生には今川優馬、上野純輝らがいる。
高校卒業後は地元の社会人チームのJR北海道に入社、3年後のNPB入りを目指した。しかし、社会人時代はイップスに苦しみ、高校時代に定評のあったコントロールが定まらなくなってしまう。3年目の2017年には内野手にコンバートされた。翌2018年には再び投手登録に復帰したが、同年8月に行われたTRANSYSとの試合に2番手で登板するも1回1/3で2失点と結果を残せなかった。同年のチームの公式戦最終試合となった10月6日の試合もメンバー外となった。熟慮を重ね現役引退と野球部退部を申し入れ了承された。
現役引退後はJR北海道を退職し、高校の先輩が経営する「株式会社東日本ハウジング」に入社して営業職を務め、のちにインターネット関連機器販売会社の営業職に転職している。
会社員として働く傍らで、2021年6月中旬より、小樽双葉高等学校の外部コーチに就任し、週末のみ投球術などの指導を行っている。また、札幌軟式野球連盟C級チームの草野球チーム・ZEUSでプレーもしている。